# Yaa Asantewaa
Yaa Asantewaa (cca. 1840 – 17 octombrie 1921) (pronunțat /ˈjɑː ɑːsɑːn.teɪ.wə/) a fost regina-mamă a populației Ejisu în Imperiul Așanti, acum parte din Ghana, numită de către fratele ei, Nana Akwasi Afrane Okpese, Ejisuhene, sau conducător al Ejisu. În 1900, ea a condus rebeliunea Așanti cunoscută ca Războiul Scaunului de aur, sau războiul lui Yaa Asantewaa, împotriva colonialismului Britanic.

## Primii ani de viață
Născută în 1840 în Besease, Ghana centrală, Yaa Asantewaa a fost cea mai mare dintre cei doi copii. Fratele ei, Afrane Panin, a devenit șeful Edweso, o comunitate din apropiere. După o copilărie fără incidente, s-a ocupat de culturi pe pământul din jurul Boankra. Ea a intrat într-o căsătorie poligamă cu un om din Kumsai, cu care a avut o fiică.

## Preludiu la rebeliune
În timpul domniei fratelui ei, Yaa Asantewaa a văzut Confederația Așanti trecând printr-o serie de evenimente care îi amenințau viitorul , inclusiv războiul civil din 1883 - 1888. Când fratele ei a murit în 1894, Yaa Asantewaa și-a folosit atribuțiile de Regină Mamă pentru a-și desemna propriul nepot ca Ejisuhene. Când Britanicii l-au exilat în Seychelles în 1896, împreună cu Regele Asante Prempeh I și alți membri ai guvernului Așanti, Yaa Asantewaa a devenit regent al districtului Ejisu–Juaben. După deportarea lui Prempeh I, guvernatorul general Britanic al Coastei de Aur, Frederick Hodgson, a cerut Scaunul de Aur, simbolul națiunii Așanti. Această cerere a dus la o întâlnire secretă între membrii rămași ai guvernului Așante la Kumasi, pentru a discuta despre cum pot asigura întoarcerea regelui lor. A existat un dezacord între cei prezenți despre cum să acționeze. Yaa Asantewaa, care a fost prezent la această întâlnire, s-a ridicat și s-a adresat membrilor consiliului cu aceste cuvinte celebre:
„Acum am văzut că o parte din voi se tem să meargă și să lupte pentru regele nostru. Dacă am fi fost în zilele curajoase ale lui Osei Tutu, Okomfo Anokye șiOpuki Ware, șefii nu ar sta să-și vadă regele luat fără să tragă un glonț. Niciun alb nu ar fi îndrăznit să vorbească Șefului Așanti în felul în care guvernatorul v-a vorbit în această dimineață. E adevărat că nu mai există curajul Așanti? Nu pot să cred asta. Nu se poate! Trebuie s-o spun: dacă voi, bărbații Așanti, nu veți face nimic, o vom face noi. Le voi chema pe femei. Vom lupta cu bărbații albi. Vom lupta până când ultima dintre noi va cădea pe câmpul de luptă.”
În dimineața următoare, pe 28 martie 1900, Yaa Asantewaa și-a strâns femeile, urmate de bărbații rușinați. Cu o armată de aproximativ cinci mii de oameni, ea a condus Revolta Așanti. Susținută de o parte din nobilimea Așanti, a luptat cu vitejie împotriva Britanicilor.

## Rebeliunea și urmările sale

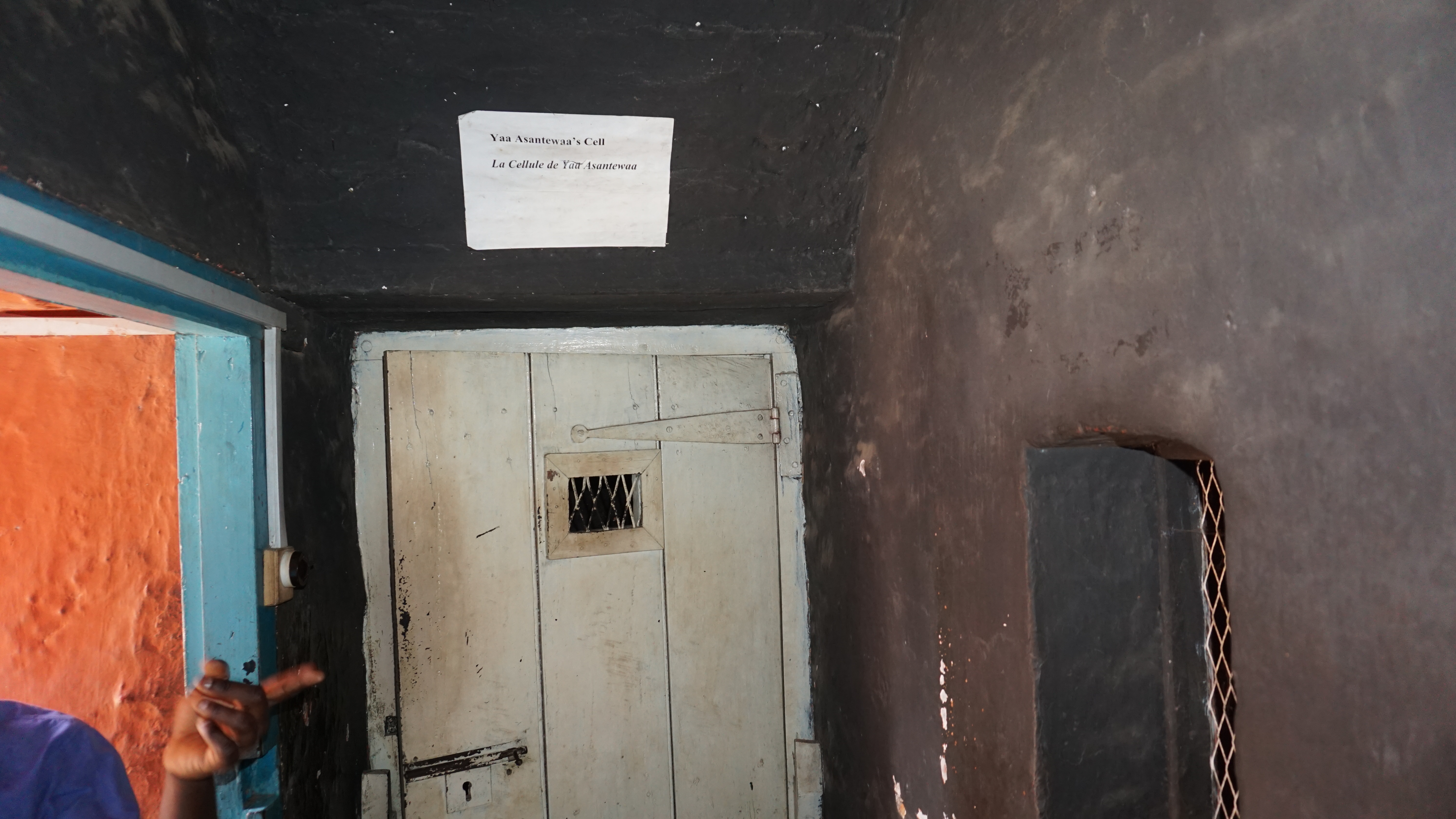
Cameră considerată a fi celula lui Yaa Asantewaa

Începând din martie 1900, rebeliunea a asediat fortul de la Kumasi în care s-au refugiat britanicii. Fort există și astăzi ca Muzeul Militar și Fortul Kumasi. După mai multe luni de zile, guvernatorul Coastei de Aur a trimis 1.400 de soldați pentru a înăbuși revolta. În timpul luptelor, Regina Yaa Asantewaa și cincisprezece dintre cei mai apropiați consilieri au fost capturați și exilați în Seychelles. Rebeliunea a reprezentat ultima luptă din seria de războaie Anglo-Așanti care s-au desfășurat pe tot parcursul secolului al XIX- lea. Pe 1 ianuarie 1902 Britanicii au fost în cele din urmă capabil de transforma Imperiul Așanti în protectorat al coroanei Britanice.
Yaa Asantewaa a murit în exil în Seychelles pe 17 octombrie 1921. La trei ani după moartea ei, pe 27 decembrie 1924, Prempeh I și ceilalți membri exilați ai curții Așanti au primit permisiunea de a seîntoarce la Așanti. Prempeh I s-a asigurat că rămășițele lui Yaa Asantewaa și ale celorlalți Așanti exilați sunt returnate pentru o înmormântare regală. Visul lui Yaa Asantewaa pentru o țară liberă de dominația Britanică s-a realizat pe 6 martie 1957, când protectoratul Așanti și-a câștigat independența ca o parte din Ghana, prima națiune din Africa Sub-Sahariană Africa pentru a realiza acest lucru feat.

## Rolurile sociale ale femeilor Așante
Experiența de a vedea o femeie care servește drept politic și militar șef al unui imperiu a fost de externe Britanic trupele coloniale în secolul al 19-lea Africa. Yaa Asantewaa apel la femeile din Asante Imperiul se bazează pe obligațiile politice ale Akan femei și rolurile lor în legislativ și procese judiciare. Ierarhia de sex masculin scaune printre poporul Akan a fost completat de către omologii de sex feminin. În sat, bătrânii care au fost șefi de matrilineages (mpanyimfo), constituit consiliul sat cunoscut ca ôdekuro. Femeile cunoscut ca mpanyinfo, menționată ca aberewa sau ôbaa panyin, a fost responsabil pentru căutarea după femeilor de afaceri. Pentru fiecare ôdekuro, o ôbaa panyin a acționat în calitate de parte responsabilă pentru afacerile femeilor din sat și a servit ca un membru al consiliului satului.
Șeful de secție, ôhene, și șeful autonome comunitate politică, ômanhene, a avut omologii lor de sex feminin cunoscut sub numele de ôhemaa: un conducător de sex feminin care a stat la consiliile lor. La ôhemaa și ôhene au fost toate de aceeași mogya, sânge sau localizate matrilineage. Ocupantul de sex feminin scaun în Kumasi de stat, Asantehemaa, și, prin urmare, statele unite Asante, deoarece omologul ei masculin a fost ex-officio al Asanthene, a fost un membru al Kôtôkô Consiliu, Comitetul Executiv sau de Cabinet al Asanteman Nhyiamu, Adunarea Generală a Asante conducători. De sex feminin scaun ocupanții au participat nu numai în justiție și în procesele legislative, dar, de asemenea, în a face și de desfacere de război, și distribuția de teren.

## Locul în istorie și moștenirea culturală
Yaa Asantewaa rămâne o personalitate foarte iubită în istoria Așanti si a Ghanei în general pentru rolul ei în confruntarea cu colonialismul Britanic. Ea este imortalizat în cântecul următor:
„:Koo koo hin koo
Yaa Asantewaa ee!
Obaa basia
Ogyina apremo ano ee!
Waye be egyae
Na Wabo mmode
("Yaa Asantewaa
Femeia ce luptă împotriva tunurilor
Ai realizat multe lucruri mărețe
Te-ai descurcat bine")”
Pentru a evidenția importanța femeilorînsocietata din Ghana, în 1960 a fost înființat Liceul de fete Yaa Asantewaa, cu fonduri de la Fondul Ghanez pentru Educație.

În anul 2000 a avut loc o săptămână de festivități centenare pentru a marca realizările lui Yaa Asantewaa. Ca parte a acestor festivități, un muzeu i-a fost dedicat la Kwaso în Districtul Ejisu–Juaben pe 3  ugust 2000. Din păcate, pe 23 iulie 2004, un incendiu a distrus mai multe obiecte istorice, inclusiv sandale și rochia de luptă (batakarikese) ce apare în fotografia de mai sus. Un al doilea festival Yaa Asantewaa a avut loc pe 1-5  august 2006 în Ejisu.

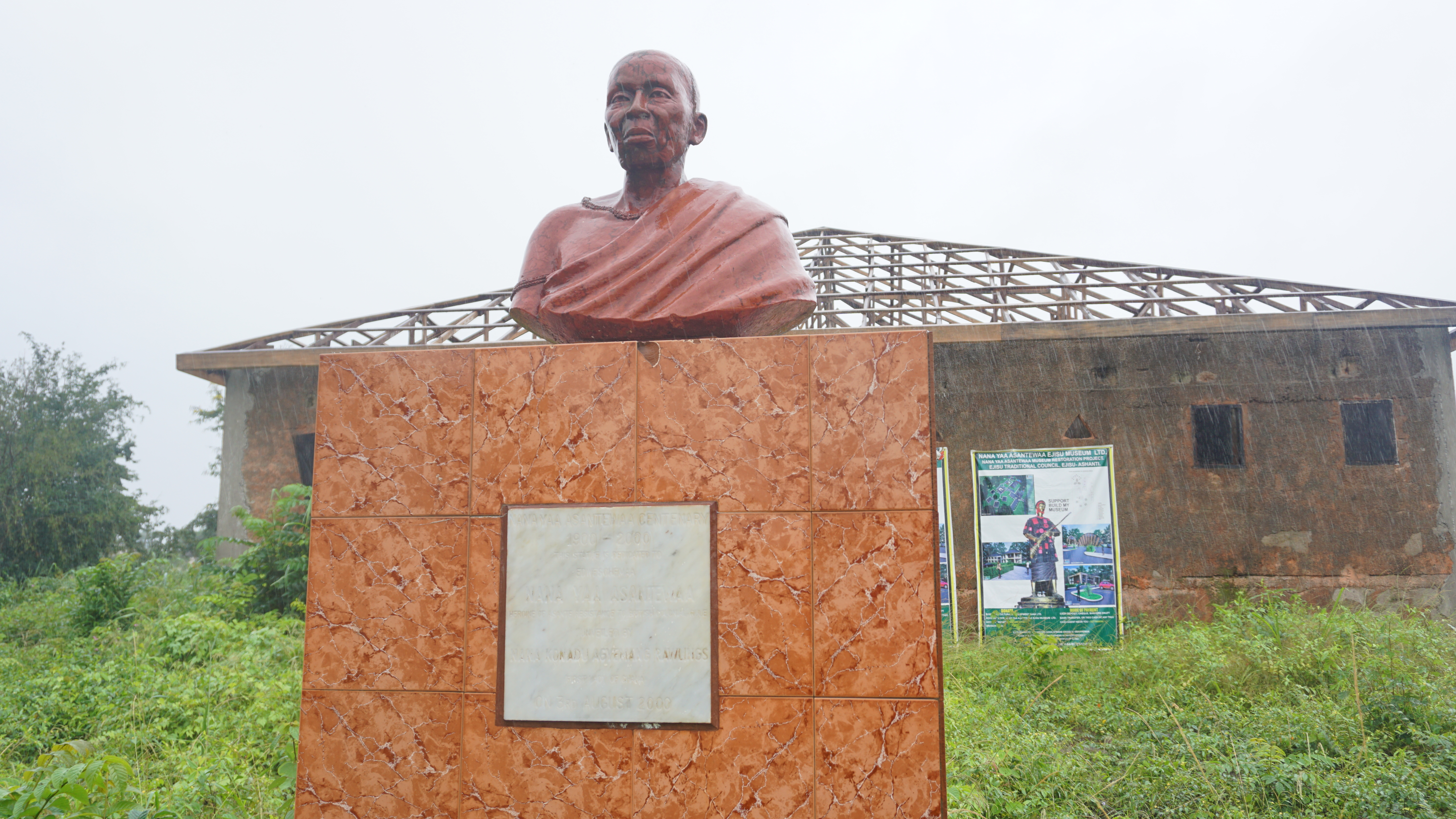
Statuie reprezentând-o pe Yaa Asantewaa în fața muzeului distrus de foc
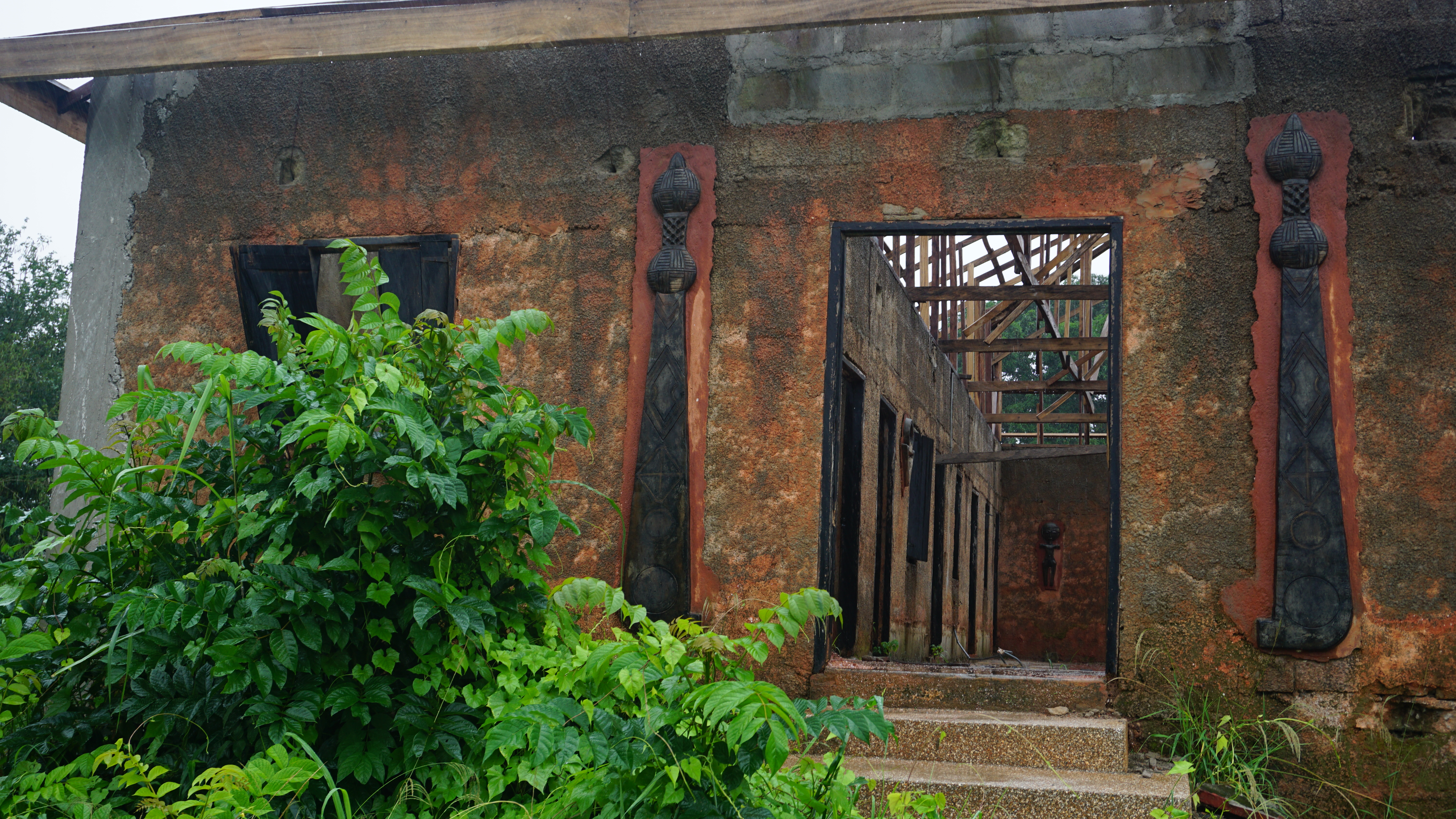
Fațada arsă a muzeului Yaa Asantewaa
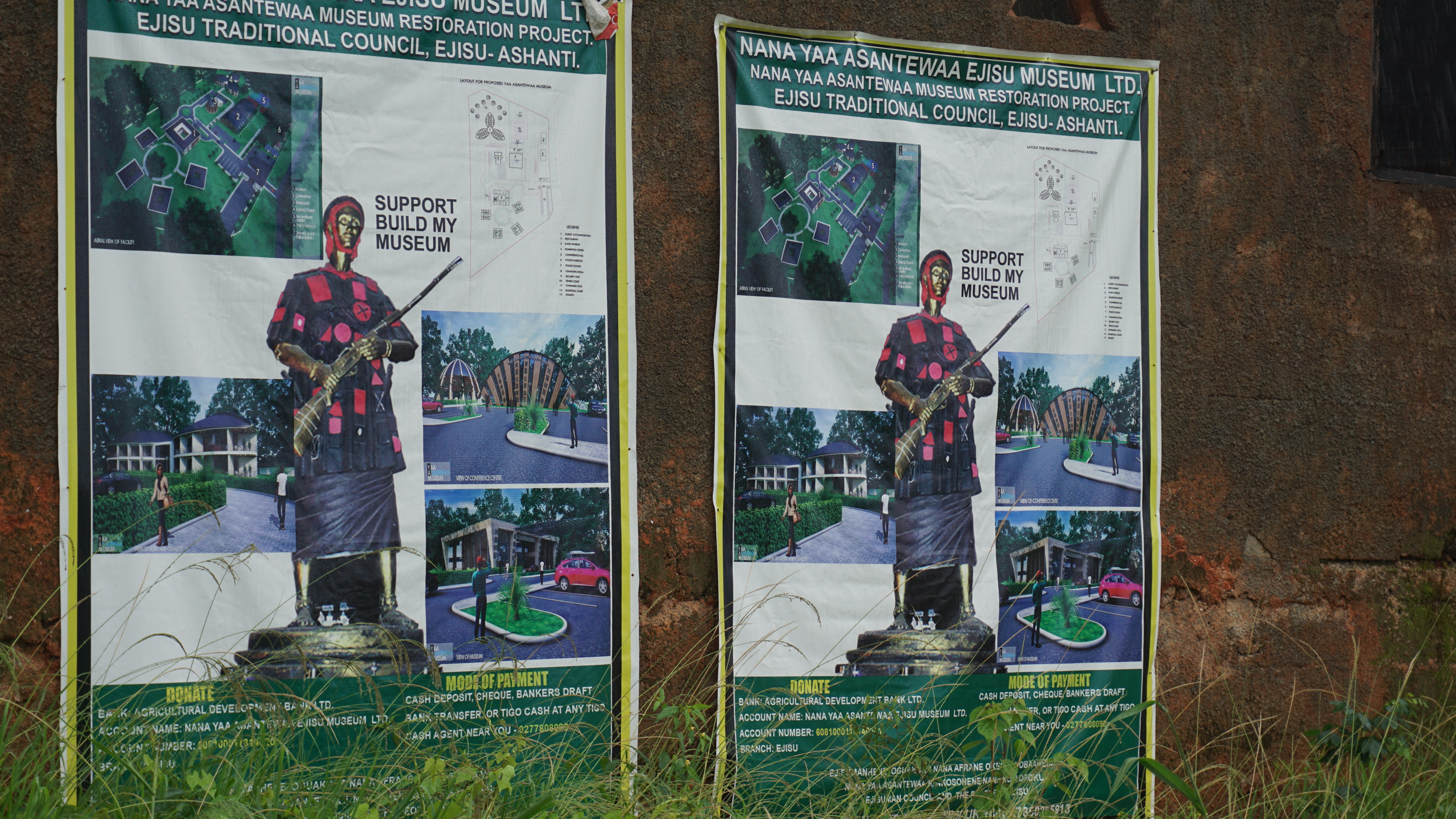
Apeluri recente pentru a construi un nou muzeu Yaa Asantewaa

Centrul Yaa Asantewaa din Maida Vale, la vest de Londra, este un centru comunitar de artă africano-caraibeană. A fost numit astfel în 1986.
Un documentar de televiziune realizat de Ivor Agyeman–Duah, intitulat Yaa Asantewaa: Exilul Regelui Prempeh și Eroismul unei Regine Africane a avut premiera în Ghana, în 2001.
Un spectacol de teatru scris de Margaret Busby, Yaa Asantewaa: Regina Războinică, în regia lui Geraldine Connor și cu aportul maestrului tobosar Kofi Ghanaba, cu o distribuție pan-africană, a fost jucat în Marea Britanie și Ghana, în 2001-02. O piesă de teatru radiofonic de același autor a fost, de asemenea, difuzată pe 13-17 octombrie 2003. pe BBC Radio Four, în emisiunea Ora Femeii.